# Liste von Terroranschlägen in der Türkei
Die Liste von Terroranschlägen in der Türkei beinhaltet eine Übersicht über in der Türkei geschehene Terroranschläge.

## Erläuterung
In der Spalte Politische Ausrichtung ist die politische bzw. weltanschauliche Einordnung der Täter angegeben: faschistisch, rassistisch, nationalistisch, nationalsozialistisch, sozialistisch, kommunistisch, antiimperialistisch, islamistisch (schiitisch, sunnitisch, deobandisch, salafistisch, wahhabitisch), hinduistisch. Bei vorrangig auf staatliche Unabhängigkeit oder Autonomie zielender Ausrichtung ist autonomistisch vorangestellt, gefolgt von der Region oder der Volksgruppe und ggf. weiteren Merkmalen der Täter: armenisch, irisch (katholisch), kurdisch, tirolisch, tschetschenisch, dagestanisch, punjabisch (sikhistisch), palästinensisch.
Die Opferzahlen der Anschläge werden farbig dargestellt:

Die Zahl bei den Anschlägen getöteter/verletzter Täter ist in Klammern ( ) gesetzt.

## 1977
| Datum/Beginn | Ort      | Artikel/Quelle(n) | Täter                           | Politische Ausrichtung | Mittel      | Ziel      | Tote | Verletzte | Hintergrund |
| ------------ | -------- | ----------------- | ------------------------------- | ---------------------- | ----------- | --------- | ---- | --------- | ----------- |
| 08. Mai 1977 | Istanbul | [ 1 ]             |                                 |                        | Sprengstoff | Gebäude   | 0    | 23        |             |
| 29. Mai 1977 | Istanbul | [ 2 ]             | Demokratische Republik Armenien | autonomistisch         | Sprengstoff | Flughafen | 5    | 42        |             |

## 1978
| Datum/Beginn     | Ort      | Artikel/Quelle(n) | Täter | Politische Ausrichtung | Mittel      | Ziel                                 | Tote | Verletzte | Hintergrund |
| ---------------- | -------- | ----------------- | ----- | ---------------------- | ----------- | ------------------------------------ | ---- | --------- | ----------- |
| 07. Februar 1978 | Ankara   | [ 3 ]             |       |                        | Sprengstoff | Akademie für Technik und Architektur | 0    | 22        |             |
| 16. März 1978    | Istanbul | [ 4 ]             |       |                        | Sprengstoff | Universität                          | 6    | 44        |             |
| 12. April 1978   | Ankara   | [ 5 ]             |       |                        | Sprengstoff | Technische Akademie                  | 0    | 20        |             |

## 1979
| Datum/Beginn  | Ort      | Artikel/Quelle(n)    | Täter | Politische Ausrichtung | Mittel      | Ziel       | Tote | Verletzte | Hintergrund |
| ------------- | -------- | -------------------- | ----- | ---------------------- | ----------- | ---------- | ---- | --------- | ----------- |
| 16. Mai 1979  | Keçiören | Piyangotepe-Massaker |       | Rechtsextremismus      | Sprengstoff | Kaffeehaus | 7    | 2         |             |
| 23. Juni 1979 | Istanbul | [ 6 ]                |       |                        | Sprengstoff | Kaffeehaus | 1    | 38        |             |

## 1982
| Datum/Beginn    | Ort    | Artikel/Quelle(n) | Täter | Politische Ausrichtung   | Mittel                                             | Ziel                      | Tote   | Verletzte | Hintergrund |
| --------------- | ------ | ----------------- | ----- | ------------------------ | -------------------------------------------------- | ------------------------- | ------ | --------- | ----------- |
| 07. August 1982 | Ankara | [ 7 ]             | Asala | marxistisch-leninistisch | Sprengsatz, Automatische Schusswaffen, Geiselnahme | Flughafen Ankara-Esenboğa | 9 (+1) | 72 (+1)   |             |

## 1983
| Datum/Beginn  | Ort      | Artikel/Quelle(n) | Täter | Politische Ausrichtung   | Mittel      | Ziel  | Tote | Verletzte | Hintergrund |
| ------------- | -------- | ----------------- | ----- | ------------------------ | ----------- | ----- | ---- | --------- | ----------- |
| 16. Juni 1983 | Istanbul | [ 8 ]             | Asala | marxistisch-leninistisch | Sprengstoff | Markt | 2    | 21        |             |

## 1986
| Datum/Beginn       | Ort      | Artikel/Quelle(n)                | Täter                  | Politische Ausrichtung         | Mittel                                                 | Ziel     | Tote | Verletzte | Hintergrund                           |
| ------------------ | -------- | -------------------------------- | ---------------------- | ------------------------------ | ------------------------------------------------------ | -------- | ---- | --------- | ------------------------------------- |
| 06. September 1986 | Istanbul | Neve-Schalom-Synagoge (Istanbul) | Abu-Nidal-Organisation | autonomistisch-palästinensisch | Automatische Schusswaffe(n), Granate(n), Brandstiftung | Synagoge | 22   | 6         | Israelisch-Palästinensischer Konflikt |

## 1987
| Datum/Beginn    | Ort        | Artikel/Quelle(n) | Täter                 | Politische Ausrichtung                 | Mittel                                  | Ziel | Tote | Verletzte | Hintergrund                                       |
| --------------- | ---------- | ----------------- | --------------------- | -------------------------------------- | --------------------------------------- | ---- | ---- | --------- | ------------------------------------------------- |
| 18. August 1987 | Diyarbakır | [ 10 ]            | Kurdische Extremisten |                                        | Automatische Schusswaffe(n), Granate(n) | Dorf | 26   | 30        | Konflikt zwischen der Republik Türkei und der PKK |
| 18. August 1987 | Siirt      | [ 11 ]            | PKK                   | autonomistisch, kurdisch-sozialistisch | Automatische Schusswaffe(n)             | Dorf | 25   | 0         | Konflikt zwischen der Republik Türkei und der PKK |

## 1989
| Datum/Beginn      | Ort       | Artikel/Quelle(n) | Täter | Politische Ausrichtung                 | Mittel                      | Ziel | Tote | Verletzte | Hintergrund                                       |
| ----------------- | --------- | ----------------- | ----- | -------------------------------------- | --------------------------- | ---- | ---- | --------- | ------------------------------------------------- |
| 24. November 1989 | Kastamonu | [ 12 ]            | PKK   | autonomistisch, kurdisch-sozialistisch | Automatische Schusswaffe(n) | Dorf | 21   | 0         | Konflikt zwischen der Republik Türkei und der PKK |

## 1990
| Datum/Beginn  | Ort    | Artikel/Quelle(n) | Täter | Politische Ausrichtung                 | Mittel                      | Ziel  | Tote | Verletzte | Hintergrund                                       |
| ------------- | ------ | ----------------- | ----- | -------------------------------------- | --------------------------- | ----- | ---- | --------- | ------------------------------------------------- |
| 10. Juni 1990 | Mardin | [ 13 ]            | PKK   | autonomistisch, kurdisch-sozialistisch | Automatische Schusswaffe(n) | Stadt | 20   | 0         | Konflikt zwischen der Republik Türkei und der PKK |

## 1991
| Datum/Beginn      | Ort        | Artikel/Quelle(n) | Täter          | Politische Ausrichtung                 | Mittel                      | Ziel           | Tote | Verletzte | Hintergrund                                       |
| ----------------- | ---------- | ----------------- | -------------- | -------------------------------------- | --------------------------- | -------------- | ---- | --------- | ------------------------------------------------- |
| 10. Juli 1991     | Diyarbakır | [ 14 ]            | vermutlich PKK | autonomistisch, kurdisch-sozialistisch | Automatische Schusswaffe(n) | Militäreinheit | 3    | 122       | Konflikt zwischen der Republik Türkei und der PKK |
| 25. Dezember 1991 | Istanbul   | [ 15 ]            | PKK            | autonomistisch, kurdisch-sozialistisch | Brandstiftung               | Kaufhaus       | 11   | 20        | Konflikt zwischen der Republik Türkei und der PKK |

## 1992
| Datum/Beginn       | Ort           | Artikel/Quelle(n) | Täter        | Politische Ausrichtung                 | Mittel                      | Ziel           | Tote | Verletzte | Hintergrund                                       |
| ------------------ | ------------- | ----------------- | ------------ | -------------------------------------- | --------------------------- | -------------- | ---- | --------- | ------------------------------------------------- |
| 16. April 1992     | Savur         | [ 16 ]            | PKK          | autonomistisch, kurdisch-sozialistisch | Automatische Schusswaffe(n) | Polizeieinheit | 30   | 0         | Konflikt zwischen der Republik Türkei und der PKK |
| 22. Juni 1992      | Hakkâri       | [ 17 ]            | PKK          | autonomistisch, kurdisch-sozialistisch | Automatische Schusswaffe(n) | Militärposten  | 26   | 0         | Konflikt zwischen der Republik Türkei und der PKK |
| 03. September 1992 | Istanbul      | [ 18 ]            | PKK          | autonomistisch, kurdisch-sozialistisch | Automatische Schusswaffe(n) | Polizeieinheit | 21   | 0         | Konflikt zwischen der Republik Türkei und der PKK |
| 07. Oktober 1992   | Elazığ        | [ 19 ]            | PKK          | autonomistisch, kurdisch-sozialistisch | Automatische Schusswaffe(n) | Militäreinheit | 20   | 0         | Konflikt zwischen der Republik Türkei und der PKK |
| 13. Oktober 1992   | Mersin        | [ 20 ]            | PKK          | autonomistisch, kurdisch-sozialistisch | Automatische Schusswaffe(n) | Militäreinheit | 20   | 0         | Konflikt zwischen der Republik Türkei und der PKK |
| 14. Oktober 1992   | Kahramanmaraş | [ 21 ]            | PKK          | autonomistisch, kurdisch-sozialistisch | Automatische Schusswaffe(n) | Polizeieinheit | 25   | 3         | Konflikt zwischen der Republik Türkei und der PKK |
| 07. Dezember 1992  | Antalya       | [ 22 ]            | Devrimci Sol | marxistisch                            | Automatische Schusswaffe(n) | Polizeibus     | 3    | 25        |                                                   |

## 1993
| Datum/Beginn  | Ort         | Artikel/Quelle(n)        | Täter                       | Politische Ausrichtung                 | Mittel                      | Ziel              | Tote    | Verletzte | Hintergrund                                       |
| ------------- | ----------- | ------------------------ | --------------------------- | -------------------------------------- | --------------------------- | ----------------- | ------- | --------- | ------------------------------------------------- |
| 24. Mai 1993  | nahe Bingöl | Massaker bei Bingöl 1993 | PKK                         | kurdisch-autonomistisch, sozialistisch | Schusswaffen                | Soldaten in Zivil | 35      | 0         | Konflikt zwischen der Republik Türkei und der PKK |
| 27. Juni 1993 | Antalya     | [ 23 ]                   | PKK                         | autonomistisch, kurdisch-sozialistisch | 3 Sprengsätze               | Hotels            | 0       | 23        | Konflikt zwischen der Republik Türkei und der PKK |
| 02. Juli 1993 | Sivas       | Brandanschlag von Sivas  | Islamische Fundamentalisten | islamisch-fundamentalistisch           | Brandstiftung               | Hotel             | 35 (+2) | 60        |                                                   |
| 05. Juli 1993 | Başbağlar   | [ 25 ]                   | PKK                         | autonomistisch, kurdisch-sozialistisch | Schusswaffen, Brandstiftung | Zivilisten        | 32      |           | Konflikt zwischen der Republik Türkei und der PKK |

## 1994
| Datum/Beginn      | Ort      | Artikel/Quelle(n) | Täter | Politische Ausrichtung                 | Mittel                      | Ziel                | Tote | Verletzte | Hintergrund                                       |
| ----------------- | -------- | ----------------- | ----- | -------------------------------------- | --------------------------- | ------------------- | ---- | --------- | ------------------------------------------------- |
| 12. Februar 1994  | Istanbul | [ 26 ]            | PKK   | autonomistisch, kurdisch-sozialistisch | Sprengstoff                 | Militärkadette      | 5    | 26        | Konflikt zwischen der Republik Türkei und der PKK |
| 18. Februar 1994  | Ankara   | [ 27 ]            |       |                                        | Sprengstoff                 | Parteihauptquartier | 1    | 20        |                                                   |
| 05. April 1994    | Ağrı     | [ 28 ]            | PKK   | autonomistisch, kurdisch-sozialistisch | Automatische Schusswaffe(n) | Militäreinheit      | 59   | 0         | Konflikt zwischen der Republik Türkei und der PKK |
| 20. April 1994    | Ağrı     | [ 29 ]            | PKK   | autonomistisch, kurdisch-sozialistisch | Automatische Schusswaffe(n) | Militäreinheit      | 43   | 6         | Konflikt zwischen der Republik Türkei und der PKK |
| 12. Mai 1994      | Hakkâri  | [ 30 ]            | PKK   | autonomistisch, kurdisch-sozialistisch | Automatische Schusswaffe(n) | Militäreinheit      | 34   | 0         | Konflikt zwischen der Republik Türkei und der PKK |
| 17. Mai 1994      | Adıyaman | [ 31 ]            | PKK   | autonomistisch, kurdisch-sozialistisch | Automatische Schusswaffe(n) | Militäreinheit      | 28   | 0         | Konflikt zwischen der Republik Türkei und der PKK |
| 28. Oktober 1994  | Izmir    | [ 32 ]            |       |                                        | Sprengstoff                 | Markt               | 1    | 40        |                                                   |
| 31. Dezember 1994 | İzmit    | [ 33 ]            |       |                                        |                             | Bus                 | 2    | 22        |                                                   |

## 1995
| Datum/Beginn       | Ort      | Artikel/Quelle(n) | Täter                      | Politische Ausrichtung                           | Mittel         | Ziel          | Tote     | Verletzte | Hintergrund                                       |
| ------------------ | -------- | ----------------- | -------------------------- | ------------------------------------------------ | -------------- | ------------- | -------- | --------- | ------------------------------------------------- |
| 18. März 1995      | Ovacık   | [ 34 ]            | PKK                        | autonomistisch, kurdisch-sozialistisch           | Schusswaffe(n) | Militärkonvoi | 15 (+10) | 25        | Konflikt zwischen der Republik Türkei und der PKK |
| 27. August 1995    | Istanbul | [ 35 ]            | Islamische Union Kurdistan | kurdisch-nationalistisch, islamisch-demokratisch | Sprengsatz     | Touristen     | 2        | 30        |                                                   |
| 17. September 1995 | Izmir    | [ 36 ]            |                            |                                                  | Sprengsatz     | Kaufhaus      | 5        | 25        |                                                   |

## 1996
| Datum/Beginn  | Ort     | Artikel/Quelle(n) | Täter | Politische Ausrichtung | Mittel               | Ziel             | Tote | Verletzte | Hintergrund |
| ------------- | ------- | ----------------- | ----- | ---------------------- | -------------------- | ---------------- | ---- | --------- | ----------- |
| 30. Juni 1996 | Tunceli | [ 37 ]            |       |                        | Selbstmordattentäter | Militärzeremonie | 10   | 30        |             |

## 1997
| Datum/Beginn       | Ort       | Artikel/Quelle(n) | Täter | Politische Ausrichtung | Mittel      | Ziel       | Tote | Verletzte | Hintergrund |
| ------------------ | --------- | ----------------- | ----- | ---------------------- | ----------- | ---------- | ---- | --------- | ----------- |
| 01. Juni 1997      | Cizre     | [ 38 ]            |       |                        | Sprengstoff | Polizisten | 6    | 50        |             |
| 14. September 1997 | Gaziantep | [ 39 ]            |       |                        | Sprengstoff | Verlag     | 0    | 25        |             |

## 1998
| Datum/Beginn      | Ort            | Artikel/Quelle(n) | Täter | Politische Ausrichtung | Mittel                 | Ziel       | Tote   | Verletzte | Hintergrund |
| ----------------- | -------------- | ----------------- | ----- | ---------------------- | ---------------------- | ---------- | ------ | --------- | ----------- |
| 27. November 1998 | nahe Kırıkkale | [ 40 ]            |       |                        | Sprengsatz             | Bus        | 4      | 20        |             |
| 24. Dezember 1998 | Van            | [ 41 ]            |       |                        | Selbstmordattentäterin | Militärbus | 1 (+1) | 22        |             |

## 1999
| Datum/Beginn       | Ort      | Artikel/Quelle(n) | Täter          | Politische Ausrichtung                                                          | Mittel        | Ziel                          | Tote | Verletzte | Hintergrund                                       |
| ------------------ | -------- | ----------------- | -------------- | ------------------------------------------------------------------------------- | ------------- | ----------------------------- | ---- | --------- | ------------------------------------------------- |
| 04. Juli 1999      | Istanbul | [ 42 ]            | vermutlich PKK | autonomistisch, kurdisch-sozialistisch                                          | Sprengsatz    | Zivilisten                    | 1    | 25        | Konflikt zwischen der Republik Türkei und der PKK |
| 10. September 1999 | Istanbul | [ 43 ] [ 44 ]     | DHKP-C         | kommunistisch, marxistisch-leninistisch, antiimperialistisch, sozialpatriotisch | 2 Sprengsätze | Regierungsgebäude, Zivilisten | 0    | 20        |                                                   |

## 2003
| Datum/Beginn      | Ort      | Artikel/Quelle(n)                | Täter            | Politische Ausrichtung | Mittel                                | Ziel                                                      | Tote    | Verletzte | Hintergrund |
| ----------------- | -------- | -------------------------------- | ---------------- | --- | ------------------------------------- | --------------------------------------------------------- | ------- | --------- | ----------- |
| 15. November 2003 | Istanbul | Terroranschläge in Istanbul 2003 | al-Qaida, İBDA-C | salafistisch, wahhabitisch, panislamisch, antikommunistisch, antizionistisch, antisemitisch, sunnitisch-islamistisch, islamisch-fundamentalistisch | 4 Selbstmordattentäter mit Autobomben | Bankgebäude, britische Botschaft, 2 Synagogen, Zivilisten | 54 (+4) | 750       |             |

## 2005
| Datum/Beginn      | Ort      | Artikel/Quelle(n) | Täter                      | Politische Ausrichtung                   | Mittel       | Ziel                             | Tote | Verletzte | Hintergrund                                       |
| ----------------- | -------- | ----------------- | -------------------------- | ---------------------------------------- | ------------ | -------------------------------- | ---- | --------- | ------------------------------------------------- |
| 24. Juni 2005     | Kocaeli  | [ 49 ]            | Freiheitsfalken Kurdistans | autonomistisch, kurdisch-nationalistisch | Sprengstoff  | Fabrikgelände                    | 0    | 20        | Konflikt zwischen der Republik Türkei und der PKK |
| 01. November 2005 | Şemdinli | [ 50 ]            | PKK                        | autonomistisch, kurdisch-sozialistisch   | Autobombe(n) | Soldaten, Polizisten, Zivilisten | 0    | 23        | Konflikt zwischen der Republik Türkei und der PKK |

## 2006
| Datum/Beginn    | Ort     | Artikel/Quelle(n) | Täter | Politische Ausrichtung                 | Mittel        | Ziel                | Tote | Verletzte | Hintergrund                                       |
| --------------- | ------- | ----------------- | ----- | -------------------------------------- | ------------- | ------------------- | ---- | --------- | ------------------------------------------------- |
| 03. Mai 2006    | Hakkâri | [ 51 ]            | PKK   | autonomistisch, kurdisch-sozialistisch | Sprengsatz    | Militärfahrzeug     | 0    | 21        | Konflikt zwischen der Republik Türkei und der PKK |
| 28. August 2006 | Antalya | [ 52 ]            |       |                                        | Motorradbombe |                     | 4    | 65        | Konflikt zwischen der Republik Türkei und der PKK |
| 28. August 2006 | Antalya | [ 53 ]            |       |                                        | Autobombe     | Russisches Konsulat | 3    | 20        | Konflikt zwischen der Republik Türkei und der PKK |

## 2007
| Datum/Beginn | Ort    | Artikel/Quelle(n) | Täter                      | Politische Ausrichtung                   | Mittel               | Ziel            | Tote   | Verletzte | Hintergrund                                       |
| ------------ | ------ | ----------------- | -------------------------- | ---------------------------------------- | -------------------- | --------------- | ------ | --------- | ------------------------------------------------- |
| 22. Mai 2007 | Ankara | [ 54 ]            | Freiheitsfalken Kurdistans | autonomistisch, kurdisch-nationalistisch | Selbstmordattentäter | Einkaufszentrum | 9 (+1) | 121       | Konflikt zwischen der Republik Türkei und der PKK |

## 2008
| Datum/Beginn    | Ort        | Artikel/Quelle(n) | Täter          | Politische Ausrichtung                 | Mittel        | Ziel            | Tote | Verletzte | Hintergrund                                       |
| --------------- | ---------- | ----------------- | -------------- | -------------------------------------- | ------------- | --------------- | ---- | --------- | ------------------------------------------------- |
| 03. Januar 2008 | Diyarbakır | [ 55 ]            | PKK            | autonomistisch, kurdisch-sozialistisch | Autobombe     | Soldaten        | 4    | 68        | Konflikt zwischen der Republik Türkei und der PKK |
| 27. Juli 2008   | Istanbul   | [ 56 ]            | vermutlich PKK | autonomistisch, kurdisch-sozialistisch | 2 Sprengsätze | Einkaufszentrum | 17   | 154       | Konflikt zwischen der Republik Türkei und der PKK |

## 2011
| Datum/Beginn       | Ort    | Artikel/Quelle(n)                        | Täter                      | Politische Ausrichtung                 | Mittel                 | Ziel              | Tote   | Verletzte | Hintergrund                                       |
| ------------------ | ------ | ---------------------------------------- | -------------------------- | -------------------------------------- | ---------------------- | ----------------- | ------ | --------- | ------------------------------------------------- |
| 20. September 2011 | Ankara | Anschlag in Ankara am 20. September 2011 | Freiheitsfalken Kurdistans | autonomistisch-kurdisch, sozialistisch | Autobombe              | Regierungsviertel | 3      | 34+       | Konflikt zwischen der Republik Türkei und der PKK |
| 29. Oktober 2011   | Bingöl | [ 57 ] [ 58 ] [ 59 ]                     | vermutlich PKK             | autonomistisch, kurdisch-sozialistisch | Selbstmordattentäterin | Zivilisten        | 2 (+1) | 20        | Konflikt zwischen der Republik Türkei und der PKK |

## 2012
| Datum/Beginn       | Ort       | Artikel/Quelle(n)           | Täter | Politische Ausrichtung                 | Mittel                                | Ziel            | Tote     | Verletzte | Hintergrund                                       |
| ------------------ | --------- | --------------------------- | ----- | -------------------------------------- | ------------------------------------- | --------------- | -------- | --------- | ------------------------------------------------- |
| 19. Januar 2012    | Hakkâri   | [ 60 ]                      |       |                                        | Autobombe                             | Polizeifahrzeug | 1        | 27        |                                                   |
| 20. August 2012    | Gaziantep | [ 61 ]                      | PKK   | autonomistisch, kurdisch-sozialistisch | Autobombe                             | Polizeistation  | 10       | 67        | Konflikt zwischen der Republik Türkei und der PKK |
| 02. September 2012 | Şırnak    | [ 62 ] [ 63 ] [ 64 ] [ 65 ] | PKK   | autonomistisch, kurdisch-sozialistisch | Automatische Schusswaffen, Artillerie | Kontrollpunkte  | 20 (+20) | 7         | Konflikt zwischen der Republik Türkei und der PKK |
| 18. September 2012 | Bingöl    | [ 66 ]                      | PKK   | autonomistisch, kurdisch-sozialistisch | Rakete, Sturmgewehre                  | Militärkonvoi   | 10       | 60        | Konflikt zwischen der Republik Türkei und der PKK |
| 19. Oktober 2012   | Ağrı      | [ 67 ]                      | PKK   | autonomistisch, kurdisch-sozialistisch | Sprengsatz                            | Gas-Pipeline    | 0        | 28        | Konflikt zwischen der Republik Türkei und der PKK |

## 2013
| Datum/Beginn     | Ort      | Artikel/Quelle(n)      | Täter | Politische Ausrichtung | Mittel       | Ziel                                      | Tote | Verletzte | Hintergrund                     |
| ---------------- | -------- | ---------------------- | ----- | ---------------------- | ------------ | ----------------------------------------- | ---- | --------- | ------------------------------- |
| 11. Februar 2013 | Hatay    | [ 68 ]                 |       |                        | Autobombe    | Minibus, Syrische Zivilisten              | 13   | 24        |                                 |
| 11. Mai 2013     | Reyhanlı | Reyhanlı#Anschlag 2013 |       |                        | 2 Autobomben | Rathaus, Postamt, Flüchtlinge, Zivilisten | 53   | 140       | Bürgerkrieg in Syrien seit 2011 |

## 2015
| Datum/Beginn       | Ort        | Artikel/Quelle(n)       | Täter | Politische Ausrichtung                 | Mittel                             | Ziel                        | Tote     | Verletzte | Hintergrund                                       |
| ------------------ | ---------- | ----------------------- | ----- | -------------------------------------- | ---------------------------------- | --------------------------- | -------- | --------- | ------------------------------------------------- |
| 20. Juli 2015      | Suruç      | Anschlag in Suruç 2015  | IS    | salafistisch, wahhabitisch             | Selbstmordattentäter               | Veranstaltung               | 33 (+1)  | 104       |                                                   |
| 02. August 2015    | Ağrı       | [ 72 ]                  | PKK   | autonomistisch, kurdisch-sozialistisch | Selbstmordattentäter mit Autobombe | Polizeigebäude              | 2 (+1)   | 24        | Konflikt zwischen der Republik Türkei und der PKK |
| 28. August 2015    | Mardin     | [ 73 ]                  | PKK   | autonomistisch, kurdisch-sozialistisch | Rakete                             | Polizeifahrzeug, Zivilisten | 0        | 24        | Konflikt zwischen der Republik Türkei und der PKK |
| 26. September 2015 | Şırnak     | [ 74 ] [ 75 ]           | PKK   | autonomistisch, kurdisch-sozialistisch | Schusswaffen, Mörser               | Militärgebäude, Zivilisten  | 6        | 20        | Konflikt zwischen der Republik Türkei und der PKK |
| 28. September 2015 | Bitlis     | [ 76 ]                  | PKK   | autonomistisch, kurdisch-sozialistisch | Landmine                           | Militärkonvoi               | 0        | 20        | Konflikt zwischen der Republik Türkei und der PKK |
| 05. Oktober 2015   | Kocaköy    | [ 77 ]                  | PKK   | autonomistisch, kurdisch-sozialistisch | Sprengsatz                         | Militärkonvoi               | 0        | 23        | Konflikt zwischen der Republik Türkei und der PKK |
| 10. Oktober 2015   | Ankara     | Anschlag in Ankara 2015 | IS    | salafistisch, wahhabitisch             | 2 Selbstmordattentäter             | Friedensdemonstration       | 103 (+2) | 508       |                                                   |
| 10. November 2015  | Diyarbakır | [ 80 ]                  | PKK   | autonomistisch, kurdisch-sozialistisch | Sprengsatz                         | Militärfahrzeug             | 0        | 21        | Konflikt zwischen der Republik Türkei und der PKK |

## 2016
| Datum/Beginn       | Ort                                 | Artikel/Quelle(n)                                | Täter                           | Politische Ausrichtung                   | Mittel                                                                                                | Ziel | Tote       | Verletzte | Hintergrund                                       |
| ------------------ | ----------------------------------- | ------------------------------------------------ | ------------------------------- | ---------------------------------------- | --- | --- | ---------- | --------- | ------------------------------------------------- |
| 12. Januar 2016    | Istanbul                            | Terroranschlag in Istanbul am 12. Januar 2016    | IS                              | salafistisch, wahhabitisch               | Selbstmordattentäter                                                                                  | Touristen | 12 (+1)    | 13        |                                                   |
| 13. Januar 2016    | Çınar                               | [ 82 ]                                           | PKK                             | autonomistisch, kurdisch-sozialistisch   | Autobombe, Raketenwerfer, Gewehre                                                                     | Polizeistation | 6          | 39        | Konflikt zwischen der Republik Türkei und der PKK |
| 17. Februar 2016   | Ankara                              | Bombenanschlag in Ankara am 17. Februar 2016     | Freiheitsfalken Kurdistans      | autonomistisch, kurdisch-nationalistisch | Selbstmordattentäter mit Autobombe                                                                    | Militärkonvoi, Zivilisten | 29 (+1)    | 60        | Konflikt zwischen der Republik Türkei und der PKK |
| 04. März 2016      | Nusaybin                            | [ 85 ]                                           | PKK                             | autonomistisch, kurdisch-sozialistisch   | Autobombe, Raketen, Schusswaffen                                                                      | Polizeistation | 2          | 35        | Konflikt zwischen der Republik Türkei und der PKK |
| 13. März 2016      | Ankara                              | Bombenanschlag in Ankara am 13. März 2016        | Freiheitsfalken Kurdistans      | autonomistisch, kurdisch-sozialistisch   | 2 Selbstmordattentäter mit Autobombe                                                                  | Zivilisten an Bushaltestelle | 37 (+2)    | 125       | Konflikt zwischen der Republik Türkei und der PKK |
| 19. März 2016      | Istanbul                            | Bombenanschlag in Istanbul am 19. März 2016      | IS                              | salafistisch, wahhabitisch               | Selbstmordattentäter                                                                                  | Fußgängerzone, Zivilisten | 4 (+1)     | 36        |                                                   |
| 24. März 2016      | Lice                                | [ 89 ]                                           | PKK                             | autonomistisch, kurdisch-sozialistisch   | Autobombe, Maschinengewehre                                                                           | Militärstützpunkt | 3          | 24        | Konflikt zwischen der Republik Türkei und der PKK |
| 31. März 2016      | Diyarbakır                          | [ 90 ]                                           | PKK                             | autonomistisch, kurdisch-sozialistisch   | Autobombe                                                                                             | Polizeibus | 7          | 27        | Konflikt zwischen der Republik Türkei und der PKK |
| 11. April 2016     | Hani                                | [ 91 ]                                           | PKK                             | autonomistisch, kurdisch-sozialistisch   | Autobombe, Schusswaffen                                                                               | Militärstützpunkt, Zivilisten | 2          | 46        | Konflikt zwischen der Republik Türkei und der PKK |
| 01. Mai 2016       | Gaziantep                           | [ 92 ]                                           | IS                              | salafistisch, wahhabitisch               | Selbstmordattentäter mit Autobombe, Schusswaffen                                                      | Polizeistation, Zivilisten | 3 (+1)     | 34        |                                                   |
| 01. Mai 2016       | Dicle                               | [ 93 ]                                           | PKK                             | autonomistisch, kurdisch-sozialistisch   | Autobombe, Schusswaffen                                                                               | Polizeistation, Zivilisten | 1          | 23        | Konflikt zwischen der Republik Türkei und der PKK |
| 10. Mai 2016       | Diyarbakır                          | [ 94 ]                                           | PKK                             | autonomistisch, kurdisch-sozialistisch   | Autobombe                                                                                             | Polizeibus | 5          | 43        | Konflikt zwischen der Republik Türkei und der PKK |
| 07. Juni 2016      | Istanbul                            | Bombenanschlag in Istanbul am 7. Juni 2016       | Freiheitsfalken Kurdistans      | autonomistisch, kurdisch-nationalistisch | Selbstmordattentäter mit Autobombe                                                                    | Polizeibus, Zivilisten | 12 (+1)    | 35        | Konflikt zwischen der Republik Türkei und der PKK |
| 08. Juni 2016      | Midyat                              | [ 97 ]                                           | PKK                             | autonomistisch, kurdisch-sozialistisch   | Selbstmordattentäter mit Autobombe                                                                    | Polizeigebäude | 6 (+1)     | 51        | Konflikt zwischen der Republik Türkei und der PKK |
| 28. Juni 2016      | Istanbul                            | Terroranschlag in Istanbul am 28. Juni 2016      | IS                              | salafistisch, wahhabitisch               | 3 Selbstmordattentäter mit Sturmgewehren                                                              | Flughafen Istanbul-Atatürk, Zivilisten                                                                                               | 45 (+3)    | 235       |                                                   |
| 15. Juli 2016      | Ankara, Istanbul, Malatya, Marmaris | Putschversuch in der Türkei 2016                 | Peace at Home Council           |                                          | Putschversuch, Schusswaffen, Militärhelikopter, Militärflugzeug, Sprengstoff, Scharfschützengewehr(e) | Rundfunkgebäude, Militärgebäude, Flughafen, Polizeistationen, Fernsehsender, Mautstelle, Polizeifahrzeuge, Panzer, Hotel, Zivilisten | 246 (+46+) | 2185      |                                                   |
| 10. August 2016    | Kızıltepe                           | [ 119 ]                                          | PKK                             | autonomistisch, kurdisch-sozialistisch   | Sprengsatz                                                                                            | Polizeibus | 3          | 30        | Konflikt zwischen der Republik Türkei und der PKK |
| 15. August 2016    | Diyarbakır                          | [ 120 ]                                          | PKK                             | autonomistisch, kurdisch-sozialistisch   | Autobombe                                                                                             | Polizeistation, Zivilisten | 8          | 44        | Konflikt zwischen der Republik Türkei und der PKK |
| 18. August 2016    | Elazığ                              | Bombenanschlag in Elazığ am 18. August 2016      | PKK                             | autonomistisch, kurdisch-sozialistisch   | Selbstmordattentäter mit Autobombe                                                                    | Polizeihauptquartier | 3 (+1)     | 217       | Konflikt zwischen der Republik Türkei und der PKK |
| 18. August 2016    | Van                                 | [ 123 ]                                          | PKK                             | autonomistisch, kurdisch-sozialistisch   | Autobombe                                                                                             | Polizeihauptquartier | 3          | 70        | Konflikt zwischen der Republik Türkei und der PKK |
| 20. August 2016    | Gaziantep                           | Selbstmordanschlag in Gaziantep                  | IS                              | salafistisch, wahhabitisch               | Selbstmordattentäter                                                                                  | Kurdische Hochzeit | 57 (+1)    | 91        |                                                   |
| 26. August 2016    | Cizre                               | [ 125 ]                                          | PKK                             | autonomistisch kurdisch, sozialistisch   | Selbstmordattentäter mit Autobombe, Schusswaffen                                                      | Kontrollpunkt, Zivilisten | 12 (+1)    | 77        | Konflikt zwischen der Republik Türkei und der PKK |
| 12. September 2016 | Çinar                               | [ 126 ]                                          | PKK                             | autonomistisch, kurdisch-sozialistisch   | Autobombe                                                                                             | Kontrollpunkt, AKP-Hauptquartier, Zivilisten                                                                                         | 0          | 48        | Konflikt zwischen der Republik Türkei und der PKK |
| 09. Oktober 2016   | Şemdinli                            | Anschlag von Şemdinli am 9. Oktober 2016         | PKK                             | autonomistisch, kurdisch-sozialistisch   | Selbstmordattentäter mit Autobombe                                                                    | Kontrollpunkt, Zivilisten | 18 (+1)    | 26        | Konflikt zwischen der Republik Türkei und der PKK |
| 04. November 2016  | Diyarbakır                          | [ 128 ] [ 129 ] [ 130 ]                          | Freiheitsfalken Kurdistans      | autonomistisch, kurdisch-sozialistisch   | Selbstmordattentäter mit Autobombe                                                                    | Polizeigebäude, Zivilisten | 13 (+1)    | 100       |                                                   |
| 24. November 2016  | Adana                               | Anschlag in Adana 2016                           |                                 |                                          | Autobombe                                                                                             | Regierungsgebäude | 2          | 30        | Konflikt zwischen der Republik Türkei und der PKK |
| 10. Dezember 2016  | Istanbul                            | Bombenanschläge in Istanbul am 10. Dezember 2016 | Freiheitsfalken Kurdistans, PKK | autonomistisch kurdisch, sozialistisch   | Selbstmordattentäter, Selbstmordattentäter mit Autobombe                                              | Vodafone Arena, Park, Bereitschaftspolizisten                                                                                        | 45 (+2)    | 165       | Konflikt zwischen der Republik Türkei und der PKK |
| 17. Dezember 2016  | Kayseri                             | Anschlag von Kayseri 2016                        | vermutlich TAK/PKK              | autonomistisch kurdisch, sozialistisch   | Sprengstoff                                                                                           | Bus, Infrastruktur | 14         | 55        | Konflikt zwischen der Republik Türkei und der PKK |

## 2017
| Datum/Beginn    | Ort        | Artikel/Quelle(n)                            | Täter    | Politische Ausrichtung                                  | Mittel                  | Ziel                  | Tote   | Verletzte | Hintergrund                                       |
| --------------- | ---------- | -------------------------------------------- | -------- | ------------------------------------------------------- | ----------------------- | --------------------- | ------ | --------- | ------------------------------------------------- |
| 01. Januar 2017 | Istanbul   | Terroranschlag in Istanbul am 1. Januar 2017 | IS       | salafistisch, wahhabitisch                              | Sturmgewehr             | Nachtklub, Zivilisten | 39     | 69        |                                                   |
| 05. Januar 2017 | Izmir      | Anschlag von Izmir am 5. Januar 2017         | TAK, PKK | autonomistisch, kurdisch-nationalistisch, sozialistisch | Autobombe, Schusswaffen | Gerichtsgebäude       | 2 (+2) | 6         | Konflikt zwischen der Republik Türkei und der PKK |
| 11. April 2017  | Diyarbakır | [ 139 ]                                      | PKK      | autonomistisch, kurdisch-sozialistisch                  | Sprengsatz              | Polizeigelände        | 3      | 12        | Konflikt zwischen der Republik Türkei und der PKK |

## 2018
| Datum/Beginn    | Ort      | Artikel/Quelle(n) | Täter          | Politische Ausrichtung                 | Mittel  | Ziel  | Tote | Verletzte | Hintergrund                                       |
| --------------- | -------- | ----------------- | -------------- | -------------------------------------- | ------- | ----- | ---- | --------- | ------------------------------------------------- |
| 21. Januar 2018 | Reyhanlı | [ 140 ] [ 141 ]   | vermutlich PKK | autonomistisch, kurdisch-sozialistisch | Raketen | Stadt | 1    | 46        | Konflikt zwischen der Republik Türkei und der PKK |

## 2019
| Datum/Beginn     | Ort               | Artikel/Quelle(n)               | Täter   | Politische Ausrichtung                 | Mittel          | Ziel                  | Tote | Verletzte | Hintergrund                                       |
| ---------------- | ----------------- | ------------------------------- | ------- | -------------------------------------- | --------------- | --------------------- | ---- | --------- | ------------------------------------------------- |
| 10. Oktober 2019 | Mardin, Şanlıurfa | [ 142 ] [ 143 ] [ 144 ] [ 145 ] | PKK/YPG | autonomistisch, kurdisch-sozialistisch | Raketen, Mörser | Distrikte, Dörfer     | 5    | 68        | Konflikt zwischen der Republik Türkei und der PKK |
| 11. Oktober 2019 | Mardin, Şanlıurfa | [ 146 ] [ 147 ]                 | PKK/YPG | autonomistisch, kurdisch-sozialistisch | Mörser          | Distrikt, Wohngebäude | 11   | 36        | Konflikt zwischen der Republik Türkei und der PKK |

## 2022
| Datum/Beginn      | Ort      | Artikel/Quelle(n)                               | Täter | Politische Ausrichtung | Mittel     | Ziel             | Tote | Verletzte | Hintergrund |
| ----------------- | -------- | ----------------------------------------------- | ----- | ---------------------- | ---------- | ---------------- | ---- | --------- | ----------- |
| 13. November 2022 | Istanbul | Bombenanschlag in Istanbul am 13. November 2022 |       |                        | Sprengsatz | İstiklal Caddesi | 6    | 81        |             |

## 2024
| Datum/Beginn     | Ort    | Artikel/Quelle(n) | Täter | Politische Ausrichtung                 | Mittel                                  | Ziel                                       | Tote   | Verletzte | Hintergrund                                       |
| ---------------- | ------ | ----------------- | ----- | -------------------------------------- | --------------------------------------- | ------------------------------------------ | ------ | --------- | ------------------------------------------------- |
| 23. Oktober 2024 | Ankara | [ 149 ]           | PKK   | autonomistisch, kurdisch-sozialistisch | Sturmgewehre, Handgranaten, Sprengsätze | Turkish-Aerospace-Industries-Hauptquartier | 5 (+2) | 22        | Konflikt zwischen der Republik Türkei und der PKK |